# Карл Столери
Карл Столери (енгл. Karl Stollery; Камроуз, 21. новембар 1987) професионални је канадски хокејаш на леду који игра на позицијама одбрамбеног играча. 
Као члан сениорске репрезентације Канаде освојио је бронзану медаљу на Зимским олимпијским играма 2018. у јужнокорејском Пјонгчангу.

## Биографија
Столери је играчку каријеру започео као јуниор у екипи Кемроуз кодијакса која се такмичила у јуниорској лиги Алберте за коју је играо све до 2008. када је заиграо за екипу колеџа Меримак. 
У марту 2012. започиње професионалну каријеру потписивањем привременог уговора са екипом Лејк Ири монстерса која наступа у АХЛ лиги, другом по јачини такмичењу у Северној Америци. Први професионални погодак у каријеру постигао је на својој трећој утакмици одигрној за Монстерсе играној 29. марта. Одличне партије и стандардно место у првој постави Монстерса током сезоне 2012/13. омогућили су му потписивање једногодишњег уговора са НХЛ лигашем Колорадо аваланчима. У дресу Аваланча дебитовао је током сезоне 2013/14. али са одигране свега две утакмице није успео да се избори за место у тиму. Како ни наредне сезоне са свега пет одиграних утакмица без неког значајнијег учинка није успео да се избори за место у тиму, у марту 2015. трејдован је у екипу Сан Хозе шаркса, али је и највећи део те сезоне провео у филијали Шаркса из Вустера. По истеку уговора са Шарксима, као слободни играч потписује једногодишњи уговор са Њу Џерзи девилсима у чијем дресу је током сезоне 2016/17. одиграо свега 11 НХЛ утакмица, уз најбољи учинак каријере од 3 асистенције. 
У јуну 2017. напушта Северну Америку и као слободан играч потписује једногодишњи уговор са летонским КХЛ лигашем Динамом из Риге. За Динамо је током дебитантске сезоне одиграо 52 утакмице и остварио статистички учинак од 3 гола и 11 асистенција. 

### Репрезентативна каријера
За сениорску репрезентацију Канаде дебитовао је на Зимским олимпијским играма 2018. у јужнокорејском Пјонгчангу. Са репрезентацијом је освојио бронзану медаљу на тим играма, што је уједно и највећи успех у његовој професионалној каријери.